# Verlag und Druckerei G. J. Manz
Die Verlag und Druckerei G. J. Manz Aktiengesellschaft war ein Verlags- und Druckereiunternehmen, das von 1925 bis 1998 bestand. Der Sitz des Unternehmens war zunächst in Regensburg, später in München.

## Entstehung
Im Jahr 1925 kaufte die Verlagsanstalt vormals G. J. Manz,  Buch- und Kunstdruckerei AG München-Regensburg, einer der bedeutendsten katholischen Verlage des 19. Jahrhunderts, der 1830 von Georg Joseph Manz in Landshut gegründet worden war, die Vereinigten Druckereien, Kunst- und Verlagsanstalten AG Dillingen in Dillingen an der Donau. Nach der Fusion der beiden Unternehmen im Jahr 1929 entstand die Verlagsanstalt vorm. G. J. Manz Buch- und Kunstdruckerei AG mit Sitz in Regensburg. Anton Betz wurde zum Vorstand berufen. Er war von 1961 bis 1974 Vorsitzender des Aufsichtsrates.
Beim hundertjährigen Geschäftsjubiläum 1930 hatte die Verlagsanstalt G. J. Manz Betriebe in München, Regensburg, Dillingen an der Donau, Donauwörth, Wertingen, Nördlingen. Sie verlegte vor allem römisch-katholische Literatur. Die Münchner Druckerei war eine der größten Akzidenzdruckereien und eine der leistungsfähigsten Lohndruckereien. Zu ihren Kunden gehörten die Kirche, Buch- und Zeitschriftenverlage, Bahn und Post, Genossenschaften und Vereine.

## Nationalsozialismus und Nachkriegszeit
In der Zeit des Nationalsozialismus wurde der Sitz der Gesellschaft 1934 von Regensburg nach München verlegt. Die Reichsschrifttumskammer verbot allen Aktiengesellschaften eine Betätigung als Zeitungs-, Zeitschriften- und Buchverleger. 1938 wurde der Verlag aufgelöst, nur die Druckereien wurden weitergeführt. Im Gegensatz zu den Münchner und Donauwörther Betrieben waren die Dillinger Betriebsstätten von Kriegszerstörungen verschont geblieben. 1949 wurde Robert Bauer, der Geschäftsführer des Dillinger Betriebes, zum Vorstand der Manz AG berufen. Er blieb in dieser Funktion bis 1972. Großaktionär der AG waren kirchliche Organisationen der Erzdiözese München.

## Zeitungsdruck
Ab dem 25. September 1948 bis Ende 1949 erschien die Dillinger Tagespost als Bezirksausgabe der katholischen Tageszeitung Augsburger Tagespost, die von Johann Wilhelm Naumann herausgegeben wurde. Satz und Druck wurden im Dillinger Betrieb hergestellt. Ihre Nachfolgerin, die Donaupost, erschien im neu gegründeten Verlag Neue Augsburger Zeitung Haas & Naumann GmbH Augsburg. Die lokalen Seiten der Donaupost wurden in Dillingen erstellt, der Druck erfolgte in Augsburg. Nach 14 Monaten wurde ihr Erscheinen eingestellt. Als Nachfolgerin der Dillinger Zeitung besteht die Donau-Zeitung, die Lokalausgabe der Augsburger Allgemeinen Zeitung seit 1945 bis heute. Die Satzherstellung ihres Lokalteils erfolgte bei der Manz AG in Dillingen, Druckort war Augsburg. 

## Modernisierung
1952 wurden die Anwesen in der Königstraße 45 und Hafenmarkt 14 in Dillingen verkauft. Ein erster Neubau in der Großen Allee 29 in Dillingen wurde 1957 fertiggestellt. Ende der 1960er Jahre wurde mit Bleisatz und lochstreifengesteuerten Maschinen gearbeitet. In der Buchbinderei lag der Schwerpunkt auf Broschurenherstellung. Die erste Teilfertigungsstraße war eine Klebebindeanlage. 1963 wurde eine weitere Fertigungshalle in Dillingen errichtet. Die Firmenbezeichnung wurde geändert in Verlag und Druckerei G. J. MANZ Aktiengesellschaft. 
1964 erschienen die ersten Lernhilfen. 1965 erwarb die Manz AG den Erich Wewel Verlag Freiburg i. Br. und damit die Zeitschrift Der Prediger und Katechet und andere theologische Publikationen, die in Dillingen hergestellt wurden. Bis 1967 wurde mit Buchdruckschnellpressen gearbeitet und ab 1968 wurde der Bogenoffsetdruck im Dillinger Betrieb eingeführt. In den 1970er Jahren wurden eine Fertigungsstraße für Broschuren in der Buchbinderei eingerichtet, eine Trenn- und Schneidestraße, eine vollautomatische Bündelanlage und Verpackungsautomaten. Über der Hofeinfahrt zum Dillinger Betriebsgelände wurden die neuen Büroräume der Redaktion der Donau-Zeitung eingerichtet.
1972 wurde der bisherige Betriebsleiter in Dillingen, Eduard Niedernhuber, zum Vorstand der Verlag und Druckerei G. J. Manz AG bestellt. Ab 1974 präsentierte sich die Manz AG mit Lernhilfen und Schulbüchern als pädagogischer Fachverlag. Im Jahr 1979 erfolgte der Abbruch und Neubau der Westgebäude und die Installation einer großen Fertigungsstraße für die Buchbinderei. 1980 wurde der computergesteuerte Fotosatz eingeführt.

## Schließung
1998 wurde die Buchproduktion eingestellt. Ab 2001 wurde nur noch die Immobilie in Dillingen verwaltet und ein Jahr später der Squeeze Out durchgeführt. Der Manz Verlag wurde vom Ernst Klett Verlag, Stuttgart, übernommen. Dieser wird als Verlag für Lernhilfen weitergeführt. Seit dem 1. Januar 2005 ist der Manz Verlag in Hollfeld ansässig. Er wurde im August 2005 in die Klett Lernen und Wissen GmbH eingegliedert und gehört seit September 2008 zu der Klett Lerntraining GmbH. Der Erich Wewel Verlag wurde 2006 von Klett an den Sankt Ulrich Verlag in Augsburg verkauft.